# Scott Z. Burns
Pour les articles homonymes, voir Burns.
Scott Z. Burns (né en 1962 à Golden Valley dans le Minnesota) est un scénariste, réalisateur et producteur de cinéma américain.

## Biographie
Originaire de Golden Valley, Scott Burns fréquente l'université du Minnesota où il décroche un diplôme en anglais en 1985.
Sa carrière cinématographique débute principalement en 2006, année durant laquelle sort le long-métrage Pu-239, qu'il a écrit et réalisé. Le film est présenté au Festival international du film de Toronto 2006. Il produit également le documentaire Une vérité qui dérange (An Inconvenient Truth) de Davis Guggenheim avec Al Gore, qui revient sur les changements climatiques.
Il participe ensuite à l'écriture de La Vengeance dans la peau, 3e volet de la saga Jason Bourne, qui sort en 2007. Après plusieurs courts-métrages, il écrit The Informant!, réalisé par Steven Soderbergh et qui sort en 2009. Il retrouve le réalisateur à deux reprises : Contagion (2011) et Effets secondaires (2013). Il participe ensuite à des réécritures de La Planète des singes : L'Affrontement, nouveau film de la saga La Planète des singes et suite directe de La Planète des singes : Les Origines (2011) mais n'est pas crédité au générique.
Il collabore à nouveau avec Steven Soderbergh pour The Laundromat, un film sur les Panama Papers prévu pour 2019 sur Netflix.

## Filmographie
Sauf indication contraire, les informations mentionnées dans cette section peuvent être confirmées par la base de données cinématographiques IMDb,  présente dans la section « Liens externes ».

### Scénariste
- 2006 : Pu-239 de lui-même
- 2007 : La Vengeance dans la peau (The Bourne Ultimatum)
- 2008 : What We Take from Each Other (court-métrage) de lui-même
- 2009 : The Informant! de Steven Soderbergh
- 2010 : Notes on Lying (court-métrage) de Tirzah Shirai
- 2011 : Contagion de Steven Soderbergh
- 2013 : Effets secondaires (Side Effects) de Steven Soderbergh
- 2014 : La Planète des singes : L'Affrontement (Dawn of the Planet of the Apes) de Matt Reeves (participation non créditée)
- 2018 : Le Jour de mon retour (The Marsh) de James Marsh
- 2019 : The Report de lui-même
- 2019 : The Laundromat : L'Affaire des Panama Papers (The Laundromat) de Steven Soderbergh
- 2020 : Mourir peut attendre (No Time to Die) de Cary Joji Fukunaga

### Réalisateur
- 2006 : Pu-239
- 2007 : Californication - Saison 1, épisode 9
- 2008 : Don't I Know You (court-métrage)
- 2008 : What We Take from Each Other (court-métrage)
- 2013 : Sex Scientists (court-métrage)
- 2019 : The Report
- 2019 : The Loudest Voice (série télévisée)

### Producteur
- 2006 : Une vérité qui dérange (An Inconvenient Truth) (documentaire) de Davis Guggenheim
- 2008 : Don't I Know You (court-métrage)
- 2013 : Effets secondaires (Side Effects) de Steven Soderbergh